# Joe Shannon
Joseph Bernard "Joe" Shannon, född 17 mars 1867 i Saint Louis i Missouri, död 28 mars 1943 i Kansas City i Missouri, var en amerikansk politiker (demokrat). Han var ledamot av USA:s representanthus 1931–1943.
Shannon efterträdde 1931 Edgar C. Ellis som kongressledamot och efterträddes 1943 av Roger C. Slaughter.
Shannon dog en kort tid efter att ha lämnat ämbetet och han ligger begravd på Calvary Cemetery i Kansas City i Missouri.